# Avranville
Avranville és un municipi francès, situat al departament dels Vosges i a la regió del Gran Est. L'any 2007 tenia 70 habitants.

## Demografia

### Població
El 2007 la població de fet d'Avranville era de 70 persones. Hi havia 26 famílies, de les quals 6 eren unipersonals (3 homes vivint sols i 3 dones vivint soles), 7 parelles sense fills i 13 parelles amb fills.
La població ha evolucionat segons el següent gràfic:
Habitants censats

### Habitatges
El 2007 hi havia 31 habitatges, 27 eren l'habitatge principal de la família i 4 eren segones residències. 28 eren cases i 3 eren apartaments. Dels 27 habitatges principals, 21 estaven ocupats pels seus propietaris i 7 estaven llogats i ocupats pels llogaters; 2 tenien dues cambres, 2 en tenien tres, 8 en tenien quatre i 15 en tenien cinc o més. 24 habitatges disposaven pel capbaix d'una plaça de pàrquing. A 15 habitatges hi havia un automòbil i a 10 n'hi havia dos o més.

### Piràmide de població
La piràmide de població per edats i sexe el 2009 era:
| Homes | Edats   | Dones |
| ----- | ------- | ----- |
| 0     | 95 o +  | 0     |
| 0     | 90 a 94 | 0     |
| 4     | 85 a 89 | 0     |
| 4     | 80 a 84 | 4     |
| 0     | 75 a 79 | 4     |
| 0     | 70 a 74 | 8     |
| 0     | 65 a 69 | 0     |
| 0     | 60 a 64 | 0     |
| 0     | 55 a 59 | 0     |
| 4     | 50 a 54 | 4     |
| 8     | 45 a 49 | 0     |
| 0     | 40 a 44 | 4     |
| 0     | 35 a 39 | 0     |
| 0     | 30 a 34 | 0     |
| 4     | 25 a 29 | 0     |
| 0     | 20 a 24 | 4     |
| 4     | 15 a 19 | 8     |
| 0     | 10 a 14 | 0     |
| 0     | 5 a 9   | 0     |
| 0     | 0 a 4   | 0     |

## Economia
El 2007 la població en edat de treballar era de 43 persones, 30 eren actives i 13 eren inactives. De les 30 persones actives 26 estaven ocupades (17 homes i 9 dones) i 4 estaven aturades (2 homes i 2 dones). De les 13 persones inactives 5 estaven jubilades, 1 estava estudiant i 7 estaven classificades com a «altres inactius».
Activitats econòmiques
L'any 2000 a Avranville hi havia 7 explotacions agrícoles que ocupaven un total de 735 hectàrees.

## Poblacions més properes
El següent diagrama mostra les poblacions més properes.